# Ottavio Bandini
Ottavio Bandini (né le 25 octobre 1558 à Florence en Toscane, Italie, et mort le 1er août 1629 à Rome) est un cardinal italien de la fin du XVIe siècle et du début du XVIIe siècle.

## Biographie
Ottavio Bandini étudie à Florence, à Paris, à Salamanque et à l'université de Pise.
Il est protonotaire apostolique, référendaire au tribunal suprême de la Signature apostolique, vice-gouverneur de Fermo et gouverneur des Marches et de Borgo. Il est nommé préfet des deux conclaves de 1590 et vice-légat en Bologne. En 1595 Bandini est nommé archevêque de Fermo.
Bandini est créé cardinal par le pape Clément VIII lors du consistoire du 5 juin 1596. Il est légat en Romagne et dans les Marches et gouverneur d'Ascoli et Montalto. En 1612-1613 Bandini est camerlingue du Sacré Collège, de 1618 à 1621 en cardinal protoprêtre et enfin vice-doyen et doyen du Collège des cardinaux (à partir de 1626).
Le cardinal Bandini participe aux deux conclaves de 1605 (élection de Léon XI et de Paul V), au conclave de 1621 (élection de Grégoire XV) et à celui de 1623 (élection d'Urbain VIII).